# Rilets
Rilets (bulgariska: Рилец) är ett berg i Bulgarien.   Det ligger i regionen Kjustendil, i den västra delen av landet, 60 km söder om huvudstaden Sofia. Toppen på Rilets är 2 638 meter över havet, eller 17 meter över den omgivande terrängen. Bredden vid basen är 0,20 km. Rilets ingår i Rilabergen.
Terrängen runt Rilets är kuperad österut, men västerut är den bergig. Runt Rilets är det ganska glesbefolkat, med 25 invånare per kvadratkilometer.. 
Trakten runt Rilets består i huvudsak av gräsmarker.